# Andrew Rosindell
Andrew Rosindell (né le 17 mars 1966) est un député britannique conservateur élu depuis 2001 dans la circonscription de Romford.